# Ngăn tràn thứ cấp

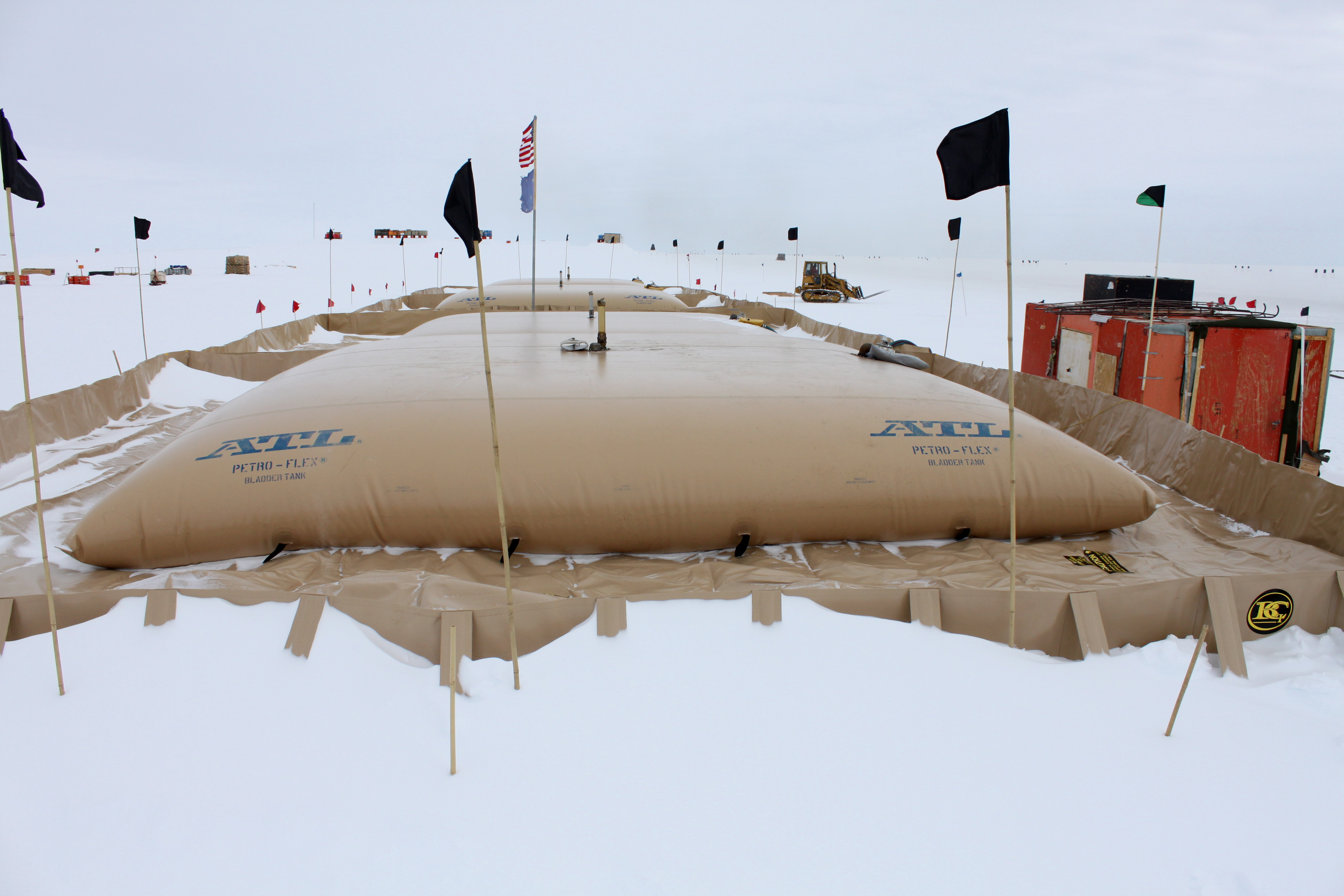
Bình xăng có ngăn tràn thứ cấp

Ngăn tràn thứ cấp là ngăn chứa những chất lỏng nguy hiểm nhằm ngăn chặn ô nhiễm đất và nước. Các kỹ thuật hay sử dụng bao gồm việc xây các bờ đê để chứa các thiết bị chứa đầy dầu, thùng nhiên liệu, sàn rửa xe tải, hay ở bất kỳ nơi nào khác hay các vật dụng có thể rò rỉ chất lỏng nguy hiểm cho mọi thứ xung quanh.

## Định nghĩa
Ngăn chặn tràn thứ cấp liên quan bao gồm việc ngăn cách chất thải nguy hại khỏi môi trường xung quanh để ngăn ngừa tình trạng ô nhiễm đất và nước ở các địa phương.

## Trong ngành dịch vụ điện

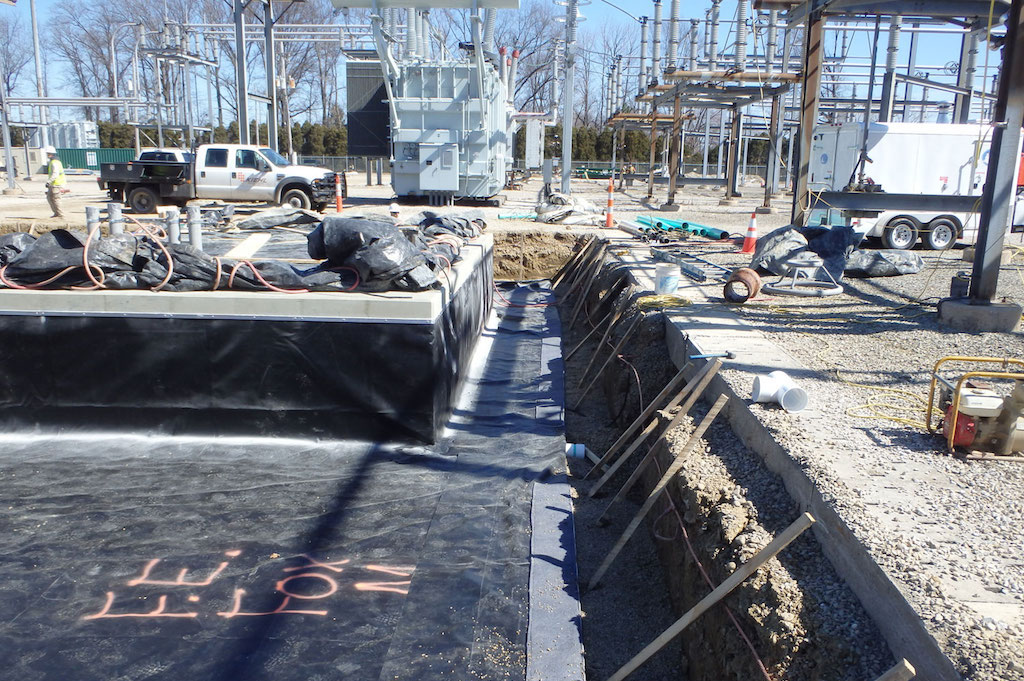
Ngăn chứa dầu thứ cấp có tính thích nghi đặt xung quanh máy biến áp.

Cơ quan Bảo vệ Môi trường Hoa Kỳ (EPA) liên quan đến việc Phòng ngừa, Kiểm soát và Biện pháp Đối phó (SPCC) đã yêu cầu các phương tiện sử dụng số lượng lớn xăng dầu phải có kế hoạch ngăn chặn sự cố làm tràn chất thải độc hại. Mục đích của điều luật SPCC là thiết lập các quy định yêu cầu đối với các phương tiện để ngăn chặn việc xả lượng dầu thải vào vùng nước hàng hải hoặc các đường bờ biển tiếp giáp. Trong ngành dịch vụ điện, máy biến áp dùng dầu thường cần ngăn thứ cấp. Kỹ thuật của ngăn thứ cấp lỗi thời ví dụ như bồn chứa bê tông đang nhanh chóng mất giải pháp giúp dọn dẹp hiệu quả hơn về chi phí trong trường hợp tràn hoặc rò rỉ. Một ví dụ về phương pháp hiệu quả hơn về mặt kinh tế liên đó là việc đặt một lá chắn dệt từ địa chất chứa đầy polyme đông đặc dầu xung quanh một máy biến áp. Các rào cản làm từ vải dệt địa chất này cho phép dòng chảy của nước, nhưng đối với dầu đông đặc thì không. Nhiều công ty dịch vụ điện đang chuyển sang áp dụng phương pháp này vì nó giúp họ tiết kiệm được một khoản tiền đáng kể khi xảy ra sự cố rò rỉ, bởi vì họ không cần thuê xe tải để dọn rác bên trong bể chứa sau sự cố đó.     

## Ngăn tràn di động

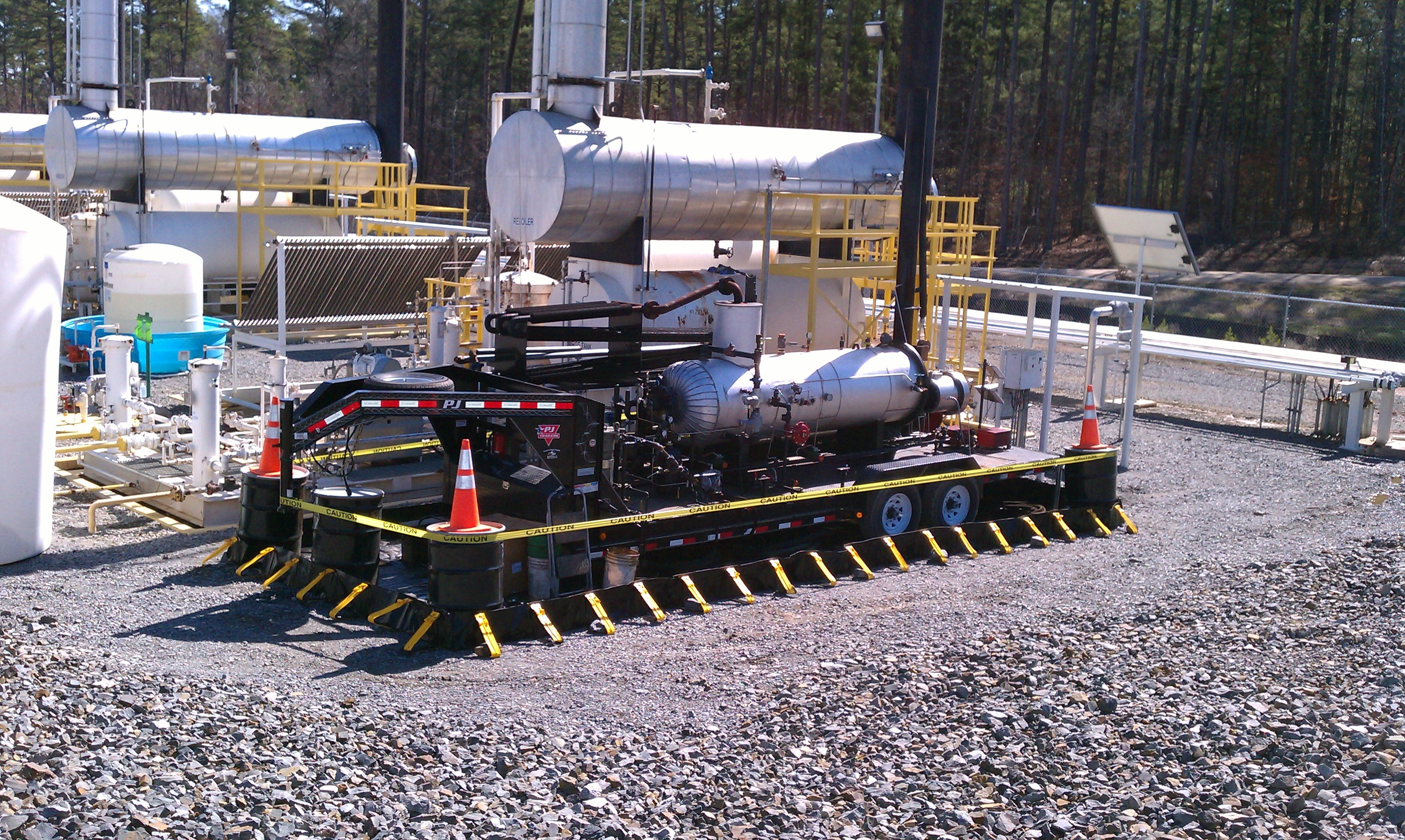
Ngăn tràn di động xung quanh thiết bị bẻ khóa

Ngăn tràn lưu động về bản chất là một cái bể có thể chứa được nhiều loại chất lỏng và hóa chất độc hại khác nhau. Chúng là một dạng ngăn tràn thứ cấp rất hữu ích để chứa các thiết bị di động như thùng dầu, xe tải, xe bồn và xe kéo. Không giống như bờ vải dệt địa chất, bờ đê di động thường không đông đặc dầu.    Nhiều công ty tham gia vào quá trình nứt vỡ sử dụng các bờ ngăn tràn để thu giữ nước bị ô nhiễm - vấn đề phát sinh từ quá trình này.    Mỗi vị trí giếng có vô số xe tải vận chuyển nước dùng sinh hoạt trong quy trình khoan giếng sâu. 